# Мамедъярова, Зейнаб Гамид кызы
Зейнаб Гамид кызы Мамедъярова (азерб. Məmmədyarova Zeynəb Həmid qızı, род. 3 октября 1983, Сумгаит, Азербайджанская ССР) — азербайджанская шахматистка, международный гроссмейстер среди женщин.

## Биография
Зейнаб Мамедъярова родилась 3 октября 1983 года в Сумгаите. Начала заниматься шахматами в возрасте 10 лет. Окончила сумгаитскую среднюю школу № 23. Выпускница бакинского Международного Университета. Известна в мире шахмат, как представительница семьи Мамедъяровых. Её брат Шахрияр и сестра Тюркан также являются шахматистами. Все они были чемпионами Азербайджана в различный период. Их тренером является их отец Гамид Мамедъяров.
В июне 2022 года назначена директором Сумгаитского олимпийского спортивного комплекса.

## Рейтинг
На апрель 2009 года Мамедъярова имеет рейтинг 2316 и занимает 163-е место в рейтинг-листе активных — шахматисток ФИДЕ. В европейском рейтинг-листе активных — шахматисток занимает 126 место, в национальном рейтинге среди женщин на 2 месте.

## Достижения
- 2000 — чемпионка мира среди девушек до 18-ти лет. Испания[2].
- 2000 — серебряная медалистка Всемирной шахматной олимпиады.
- 2001 — чемпионка Азербайджана среди женщин.
- 2002 — чемпионка Европы среди девушек до 20 лет. Баку, Азербайджан.
- 2002 — чемпионка Всемирной шахматной олимпиады на своей доске. Словения.
- 2003 — бронзовый призёр чемпионата мира среди девушек до 20 лет. Нахичевань, Азербайджан.
- 2007 — чемпионка Азербайджана среди женщин[3].
- 2015 — чемпионка Азербайджана среди женщин.

## Изменения рейтинга
| Графики недоступны из-за технических проблем. См. информацию на Фабрикаторе и на mediawiki.org. |